# Bram Vandenbussche
Bram Vandenbussche, né le 1er février 1981 à Bruges, est un joueur de football belge, qui évolue au KSV Roulers au poste de défenseur central, et à l'occasion comme milieu défensif. Auparavant, il a joué durant 22 ans au Cercle de Bruges, passant par toutes les catégories d'âge jusqu'à l'équipe première. Il est réputé pour son jeu de tête, aussi bien défensif qu'offensif.

## Carrière
Bram Vandenbussche s'affilie au Cercle de Bruges à l'âge de six ans. Il passe ensuite treize ans dans les équipes de jeunes successives de l'association, et est finalement intégré au noyau de l'équipe fanion en 2000, en même temps que Frederik Boi. Il joue son premier match le 17 décembre 2000 à domicile contre Maasland, perdu 1-2. À partir de la saison suivante, il devient titulaire dans la défense brugeoise, et participe activement au titre de champion de Division 2 remporté en 2003, permettant au Cercle de revenir en première division après six ans d'absence.
Après la montée parmi l'élite, l'équipe est renforcée, et Bram Vandenbussche doit faire face à une plus grande concurrence. Il se retrouve plus régulièrement sur le banc des remplaçants, et entre souvent en cours de match. Lors de la saison 2005-2006, il est contrôlé positif aux corticostéroïdes, et temporairement suspendu. Le personnel médical du Cercle apporte ensuite la preuve d'une injection thérapeutique pour soigner une blessure au dos, ce qui le disculpe et lui permet de rejouer. Il joue encore la plupart des matches de la saison en cours et de la suivante, malgré un nombre de titularisations plus restreint. Mais les arrivées en 2007 d'un nouvel entraîneur, Glen De Boeck, et de nouveaux renforts réduisent drastiquement son temps de jeu. Après deux saisons passées le plus souvent sur le banc ou dans la tribune, il est transféré à Roulers, où il signe un contrat portant sur les trois prochaines saisons. Un an plus tard, le club roularien est relégué en deuxième division, mais Bram Vandenbussche décide de poursuivre son séjour au Schiervelde. Il est toujours actif dans ce club lors de la saison 2011-2012.

## Palmarès
- 1 fois champion de Division 2 belge en 2003 avec le Cercle de Bruges.

## Statistiques
| Saison                | Club                  | Championnat           | Championnat | Championnat | Coupe(s) nationale(s) | Coupe(s) nationale(s) | Tour final | Tour final | Total | Total |
| Saison                | Club                  | Division              | M.          | B.          | M.                    | B.                    | M.         | B.         | M.    | B.    |
| 2000-2001             | Cercle Bruges KSV     | Division 2            | 6           | 0           | 0                     | 0                     | -          | -          | 6     | 0     |
| 2001-2002             | Cercle Bruges KSV     | Division 2            | 32          | 6           | 2                     | 0                     | 6          | 0          | 40    | 6     |
| 2002-2003             | Cercle Bruges KSV     | Division 2            | 32          | 2           | 3                     | 1                     | -          | -          | 35    | 3     |
| 2003-2004             | Cercle Bruges KSV     | Division 1            | 23          | 2           | 1                     | 0                     | -          | -          | 24    | 2     |
| 2004-2005             | Cercle Bruges KSV     | Division 1            | 21          | 1           | 0                     | 0                     | -          | -          | 21    | 1     |
| 2005-2006             | Cercle Bruges KSV     | Division 1            | 17          | 0           | 2                     | 0                     | -          | -          | 19    | 0     |
| 2006-2007             | Cercle Bruges KSV     | Division 1            | 28          | 2           | 1                     | 0                     | -          | -          | 29    | 2     |
| 2007-2008             | Cercle Bruges KSV     | Division 1            | 17          | 1           | 0                     | 0                     | -          | -          | 17    | 1     |
| 2008-2009             | Cercle Bruges KSV     | Division 1            | 13          | 0           | 2                     | 0                     | -          | -          | 15    | 0     |
| Sous-total            | Sous-total            | Sous-total            | 189         | 14          | 11                    | 1                     | 6          | 0          | 206   | 15    |
| 2009-2010             | KSV Roulers           | Division 1            | 18          | 0           | 2                     | 0                     | 5          | 0          | 25    | 0     |
| 2010-2011             | KSV Roulers           | Division 2            | 29          | 3           | 2                     | 0                     | -          | -          | 31    | 3     |
| 2011-2012             | KSV Roulers           | Division 2            | 23          | 2           | 3                     | 0                     | -          | -          | 26    | 2     |
| Sous-total            | Sous-total            | Sous-total            | 70          | 5           | 7                     | 0                     | 5          | 0          | 82    | 5     |
| Total sur la carrière | Total sur la carrière | Total sur la carrière | 259         | 19          | 18                    | 1                     | 11         | 0          | 288   | 20    |